# Anthony Jeselnik
Anthony Jeselnik (/ˈjɛsəlnik/ /ˈjɛsəlnik/ YES-əl-nik; nacido el 22 de diciembre de 1978) es un cómico, escritor, actor y productor estadounidense conocido por su estilo de humor negro, que enfatiza la ironía, non sequiturs, insultos mordaces, comportamiento arrogante, y un personaje que con frecuencia adopta posturas anormales.
Jeselnik fue un escritor para Late Night with Jimmy Fallon en su primera temporada y presentó Comedy Central Presents en 2009. Después de lanzar su álbum aclamado por la crítica Shakespeare en 2010, comenzó a escribir para Comedy Central Roasts y pasó a ser intérprete en el roast de 2011 de Donald Trump. Continuó actuando en los roasts de Charlie Sheen y Roseanne Barr en 2012. En 2013, presentó su propia serie en Comedy Central, The Jeselnik Offensive, durante dos temporadas y lanzó su segundo álbum, Caligula, el cual también se duplica como especial de monólogo de una hora de duración.
El 22 de julio de 2015, Jeselnik reemplazó a JB Smoove como el nuevo presentador de la serie de la NBC nominada al Emmy Last Comic Standing. Su segundo especial de monólogo, Thoughts and Prayers, se estrenó en octubre de 2015 en Netflix.
Jeselnik protagonizó la primera temporada del postcast de NFL Media "RJVP" (whisper accordingly) junto a su amigo Gregg Rosenthal. Se espera una segunda temporada.

## Primeros años
Anthony Jeselnik nació en Pittsburgh, Pennsylvania, el 22 de diciembre de 1978, hijo de Stephanie y Anthony F. Jeselnik, cuyo apellido y ancestros provienen de Eslovenia. Fue criado en Upper St. Clair. Jeselnik estaba interesado en hacer reír a la gente desde una temprana edad. En la escuela primaria, a menudo interrumpía en clase para contar bromas. En una ocasión, un compañero de clase se iba a mudar a otra ciudad con no muy buena reputación, y Jeselnik lanzó un comentario sarcástico: "Oh, bueno, envíanos una postal." Cuando el profesor se rio de su broma, él se dio cuenta de que "si eres lo suficientemente inteligente para que los adultos lo pillen, te puedes librar de lo que sea." A menudo se quedaba despierto intentando ver Saturday Night Live y, según crecía, The Ben Stiller Show y Mr. Show. Se graduó en el Upper St. Clair High School en 1997. Jeselnik consiguió su grado en Literatura Inglesa con una diplomatura en negocios en la Universidad Tulane en 2001. Durante su último año, su novia accidentalmente quemó su apartamento, lo que él más tarde usó como material para sus monólogos. Fue miembro de la fraternidad Alpha Tau Omega mientras estaba en la Universidad Tulane. Su sueño original era escribir la novela estadounidense más grande, pero una pasantía en Los Ángeles entre su tercer y último año en la universidad le convenció de que había otros caminos para un escritor.
A los veintipocos años, Jeselnik se mudó a Los Ángeles y estaba trabajando en un Borders cuando él intentó los monólogos por primera vez. Encontró un libro del cómico y escritor Greg Dean que promovió los talleres de comedia de Dean en Santa Mónica. En su primer intento de una broma, Jeselnik  hizo una imitación de su padre siendo picado por abejas. Al final de la broma, la cual duró sólo un minuto, pero que Jeselnik dijo que "parecieron 10", nadie se rio, lo que llevó a Jeselnik a dejar la comedia física para siempre. Después de ser despedido de Borders, trabajó como auxiliar de contabilidad para Deadwood, tiempo durante el cual actuó en las noches de micrófono abierto. Inspirado en parte por Mitch Hedberg, Dennis Miller, Sarah Silverman, y Steven Wright, habían pasado dos años en su carrera como monologuista cuando a Jeselnik "se le encendió la bombilla." Después de escribir una broma rara con un giro oscuro, la respuesta de la audiencia alentó a Jeselnik a centrarse más en esa área. Esa broma, titulada "A mi novia le gusta comer chocolate," fue más tarde incluida en Shakespeare. El lugar al que Jeselnik llamaba su "hogar" fue el Comedy Cellar, donde él dijo que le dejarían aparecer temprano para poder irse a casa antes y poder dormir para ir a trabajar a la mañana siguiente. Los cómicos de The Cellar influenciaron a Jeselnik, y dijo que los mejores eran Jim Norton, Colin Quinn, Bobby Kelly, y Keith Robinson.

## Carrera
El monólogo especial de Jeselnik en Comedy Central Presents se estrenó en 2009, y fue nombrado uno de los cómicos revelación de Comedy Central del año junto a Nick Kroll, Aziz Ansari, Whitney Cummings, Donald Glover, Matt Braunger, T. J. Miller, Kumail Nanjiani, y Jon Lajoie. En 2009, Jeselnik fue contratado como escritor para el Late Night with Jimmy Fallon. Su trabajo soñado era sentarse alrededor de una mesa y "hacer bromas con gente a la que respetas." Después de conseguir el trabajo, los chistes de Jeselnik siempre quedaban fuera por ser demasiado oscuros. Por ejemplo, rutinariamente luchó por una broma sobre obesidad durante cada día durante un mes, y aunque a Fallon le gustó la broma, se sintió incómodo contándolo ya que pondría en peligro su simpatía con la obesidad. Durante este período, era un regular en el Comedy Cellar en Greenwich Village, New York City. Jeselnik trabajó duro cada día para el show y luego iba a Comedy Cellar, y hacía su actuación, sintiéndose "miserable." En marzo de 2010, se acercó a los productores del programa y les dijo que quería irse. "Entendemos, quieres ser Anthony Jeselnik," dijeron.
Grabó su álbum debut, Shakespeare, y en 2010 comenzó a escribir para los Comedy Central Roasts. A Jeselnik, quien se refiere a los roasts como "la Super Bowl de la comedia," le encantaba los roasts durante la universidad y siempre intentaba escribirlos. Mientras Jeselnik estaba escribiendo para el roast de David Hasselhoff, los ejecutivos de Comedy Central se interesaron en él y le ofrecieron una oportunidad para actuar en su próximo roast. Sabiendo que este sería su "gran momento", Jeselnik se refiere al Roast de Donald Trump como "uno de mis momentos favoritos de mi vida […] porque nadie sabía quien era yo y pilló a todo el mundo por sorpresa. Y al día siguiente, mi vida era completamente diferente." Aunque Jeselnik había anteriormente actuado en clubs, la audiencia a menudo no conocía su tipo de comedia; después del roast de Trump, la multitud creció y Jeselnik se sentía más cómodo. Inmediatamente después de su interpretación, la cadena le ofreció un "trato de tres puntos" el cual incluye un especial de una hora, tres roasts de Comedy Central, y un  acuerdo de desarrollo. Jeselnik actuó en dos roasts más, los roasts de Comedy Central de Charlie Sheen en 2011 y Roseanne Barr en 2012.
Jeselnik apareció en el evento Power of Comedy en noviembre de 2012.
En 2013, Jeselnik presentó su propia serie en Comedy Central, The Jeselnik Offensive. Preparando el show, Comedy Central estaba buscando un show de media hora, cuatro noches a la semana, siguiendo a The Colbert Report titulado Midnight. La principal actuación de Jeselnik era el monólogo, donde sentía que podía contar bromas que no podía hacer en Late Night with Jimmy Fallon. Para el piloto, Jeselnik hizo una entrevista de prueba con una celebridad pero estuvo "tan mal […] me quedaba como un mal traje." Para el primer episodio del show, Jeselnik interpretó un monólogo relacionado con el cáncer para un grupo de apoyo al cáncer. "Tuve que luchar con Comedy Central para ponerlo en el primer episodio," dijo Jeselnik. La cadena dijo que no fue fácil usar el sketch como introducción. Jeselnik señaló el episodio de estreno de Chappelle's Show, en el cual Dave Chappelle interpreta a un afroamericano ciego del Ku Klux Klan, lo cual describió como "una de las cosas más inquietas que jamás se han hecho." Así, el sketch abrió el primer episodio y recibió una positiva recepción; Jay Leno le llamó para informar a Jeselnik "cuánto le gustó el segmento del cáncer."
El primer monólogo especial de Jeselnik, Caligula, se estrenó en 2013.
The Jeselnik Offensive tuvo dos temporadas en Comedy Central del 19 de febrero de 2013 al 27 de agosto de 2013.
En octubre de 2015 fue el debut de The Rosenthal & Jeselnik Vanity Project (RJVP), un pódcast disponible en NFL.com presentado por Jeselnik y su compañero en la Universidad Tulane, Gregg Rosenthal.
En 2015, Jeselnik lanzó su tercer especial de monólogo aclamado por la crítica, y primero para Netflix llamado "Thoughts and Prayers". El monólogo de una hora de duración muestra el humor negro que es marca de Jeselnik durante los primeros 40 minutos y anécdotas personales por primera vez durante los últimos 20 minutos. Habla del funeral de su abuela, del bombardeo de la maratón de Boston, de la cancelación del Jeselnik Offensive y de las amenazas de muerte que recibe. Thoughts and Prayers fue nombrado uno de los mejores especiales de monólogos de 2015.

## Vida personal
Jeselnik es ateo.
Jeselnik ha salido con la cómica Amy Schumer.
Es un ávido fan de los Pittsburgh Steelers, los vio mientras crecía y admiraba a Louis Lipps y a Mike Webster. Su jugador favorito es Hines Ward.

## Discografía
- Shakespeare (2010)
- Caligula (2013)
- Thoughts and Prayers (2015)
- Fire in the Maternity Ward (2019)

## Filmografía

### Televisión
| Año       | Título                                | Papel                                 | Notas                                                            |
| --------- | ------------------------------------- | ------------------------------------- | ---------------------------------------------------------------- |
| 2006      | Premium Blend                         | Él mismo                              |                                                                  |
| 2008      | Down and Dirty with Jim Norton        | Él mismo                              | Episodio: "1.1"                                                  |
| 2009      | Comedy Central Presents               | Él mismo                              | Monólogo especial                                                |
| 2009–2010 | Late Night with Jimmy Fallon          | Él mismo, Ron Dempsey (no acreditado) | Actuó monólogo dos veces; también escritor                       |
| 2011      | Just for Laughs                       | Él mismo                              | Episodio: "The Nasty Show"                                       |
| 2011      | Comedy Central Roast of Donald Trump  | Él mismo                              | Especial de TV                                                   |
| 2011      | Comedy Central Roast of Charlie Sheen | Él mismo                              | Especial de TV                                                   |
| 2011      | John Oliver's New York Stand-Up Show  | Él mismo                              | Episodio: "2.3"                                                  |
| 2012      | Comedy Central Roast of Roseanne Barr | Él mismo                              | Especial de TV                                                   |
| 2012–2013 | The Burn with Jeff Ross               | Él mismo                              | 2 episodios                                                      |
| 2013      | Anthony Jeselnik: Caligula            | Él mismo                              | Monólogo especial                                                |
| 2013      | The Jeselnik Offensive                | Presentador                           | 18 episodios; también creador, escritor, productor ejecutivo     |
| 2013      | Maron                                 | Él mismo                              | Episodio: "Sex Fest"                                             |
| 2014      | Garfunkel & Oates                     | Thomas                                | Episodio: "The Fadeaway"                                         |
| 2014      | Comedy Bang! Bang!                    | Él mismo                              | Episodio: "Amber Tamblyn Wears a Leather Jacket & Black Booties" |
| 2015      | Last Comic Standing                   | Presentador                           | 8 episodios                                                      |

### Como escritor
| Año  | Título                                                              | Notas          |
| ---- | ------------------------------------------------------------------- | -------------- |
| 2007 | MTV Movie Awards 2007                                               | Especial de TV |
| 2008 | Night of Too Many Stars: An Overbooked Concert for Autism Education | Especial de TV |
| 2010 | Comedy Central Roast of David Hasselhoff                            | Especial de TV |
| 2010 | Night of Too Many Stars: An Overbooked Concert for Autism Education | Especial de TV |

### Películas
| Año  | Título     | Papel         | Notas |
| ---- | ---------- | ------------- | ----- |
| 2009 | Miss March | Cinematógrafo |       |

## Premios y nominaciones
| Año  | Título                                                              | Premio                                                                              | Notes |
| ---- | ------------------------------------------------------------------- | ----------------------------------------------------------------------------------- | ----- |
| 2011 | Night of Too Many Stars: An Overbooked Concert for Autism Education | Primetime Emmy Award for Outstanding Writing for a Variety, Music or Comedy Program |       |